# Montanska kiselina
Montanska kiselina je zasićena masna kiselina koja je izolovana uglavnom iz montanskog voska. Ona je takođe javlja u pčelinjem vosku i kineskom vosku. Etilen glikolni i glicerolni estri montanske kiseline se koriste kao zaštitni sloj na ljusci voća i druge hrane.

## Literatura
- Ryan, Hugh; Algar, Joseph (1912). „Montanic Acid and Its Derivatives”. Proceedings of the Royal Irish Academy. Section B: Biological, Geological, and Chemical Science. 30: 97—105. JSTOR 20516976.